# Frifelt
Frifelt (deutsch Freifeld) ist ein Ort mit 237 Einwohnern (1. Januar 2023) im Norden der süddänischen Tønder Kommune. Frifelt befindet sich (Luftlinie) etwa 8 km nordöstlich von Skærbæk, 14 km südlich von Ribe und 15 km westlich von Toftlund im Kirchspiel Vodder.